# Paccar
Paccar (estilizado como PACCAR) é uma empresa estadunidense de produtos automobilísticos, sediada em Bellevue. Fundada em 1905 por Paul Pigott, Paccar detém as marcas Kenworth e Peterbilt. Desde 1996, o fabricante de caminhões holandês DAF faz parte do grupo.